# 汉堡-美洲航运公司
汉堡-美洲航运公司（德語：Hamburg-Amerika Linie）是一家德国航运公司，其全名汉堡－美洲行包航运股份公司（Hamburg-Amerikanische Packetfahrt-Aktien-Gesellschaft）。